# Walter Nahún López
Walter Nahún López, né le 1er septembre 1977 à La Labor (département d'Ocotepeque) et mort le 9 août 2015 à La Democracia (Guatemala), est un footballeur international hondurien, jouant au poste de milieu de terrain.

## Biographie

### Carrière en club
Il commence sa carrière dans le championnat du Honduras de football en 1997, avec l'équipe de Platense. De 1999 à 2003, il joue en Autriche, avec le BSV Bad Bleiberg (1999-2001), puis à l'Austria Salzbourg (2001-2002). 
De retour au Honduras, il joue avec Marathón (2002-2004), Olimpia (2004-2007), Motagua (2007-2008), Platense (2008-2009) et enfin Deportes Savio (2009). 
Il joue dans le championnat du Guatemala de football de 2009 à 2010 avec Peñarol La Mesilla, avec de terminer sa carrière avec Halcones Huehuetenango (2014).
Il remporte le championnat du Honduras à trois reprises : en 2003 avec Marathón, puis en 2005 et 2006 avec Olimpia.

### Carrière internationale
Il joue son premier match avec l'équipe du Honduras en 2000 contre le Canada, et son dernier en 2005 contre la Jamaïque. En treize apparitions sous le maillot national, il marque un but, le 10 mars 2004 contre le Venezuela.
Il participe aux Jeux olympiques de Sydney en 2000, et prend part à un match de qualification pour la Coupe du monde 2006.

### Mort
Il est abattu au Guatemala, près de la frontière mexicaine, par des malfaiteurs.